# L'amico Gipsy (serie televisiva 1963)
L'amico Gipsy (The Littlest Hobo) è una serie televisiva canadese basata su un film statunitense del 1958. La prima serie andò in onda dal 1963 al 1965 e fu in seguito rilanciata dall'omonimo remake della CTV (1979-1985), trasmessa anche in Italia.

## Trama
Protagonista è un cane randagio, un cane da pastore tedesco (ma con il mantello dal colore tipico delle razze nordiche) che girovaga di luogo in luogo aiutando le persone in difficoltà che incontra nel suo cammino. Sebbene l'idea di fondo ricordi vagamente quella di Lassie, l'amico Gipsy è un animale senza padrone che rifugge tutti i tentativi di adozione e se ne va al termine di ogni puntata. È anche privo di un vero nome, che gli viene imposto di volta in volta dal momentaneo proprietario.

## Episodi
| Stagione         | Episodi | Prima TV Canada | Prima TV Italia |
| ---------------- | ------- | --------------- | --------------- |
| Prima stagione   | 33      | 1963-1964       |                 |
| Seconda stagione | 28      | 1964-1965       |                 |